# 新疆生产建设兵团第九师一六八团
新疆生产建设兵团第九师一六八团是中华人民共和国新疆生产建设兵团第九师下辖的一个团。

## 行政区划
新疆生产建设兵团第九师一六八团下辖以下单位：
团部、一连、二连、三连、四连、五连、六连、七连、八连、九连、十连、南区一连、南区三连、南区四连、南区五连、南区六连、南区七连、南区林管站生活区和南区生活区。